# Vous êtes cordialement invités
Pour plus de détails, voir Fiche technique et Distribution.
Vous êtes cordialement invités (You're Cordially Invited) est un film de comédie romantique américain écrit et réalisé par Nicholas Stoller, sorti en 2025.
Lorsque les mariages du père veuf de la fille de Jim, Jenni, jouée par Geraldine Viswanathan, et de la sœur de Margot, Neve, jouée par Meredith Hagner, ont été réservés au même endroit sur une petite île, Jim, joué par Will Ferrell, et Margot, jouée par Reese Witherspoon, essaient tous deux de préserver le week-end de mariage.
Le film est diffusé sur Prime Video le 30 janvier 2025.

## Synopsis
Jim, le père célibataire très attentionné est choqué d'entendre que sa fille Jenni est fiancée à son petit ami Oliver. Jim réserve une villa à Palmetto Island, en Géorgie, où Jim et la mère de Jenni s'étaient mariés avant la mort de cette dernière. Le propriétaire, Scarlett, accepte la réservation pour le 1er juin, mais meurt subitement d'une crise cardiaque avant d'avoir ajouté la réservation à leur agenda.
Pendant ce temps-là, la productrice de télévision Margot apprend que sa sœur Neve est fiancée à son petit ami danseur Dixon. Elle se prête volontaire pour organiser le mariage, réservant également Palmetto Island, où Neve et elle rendaient visite à leur grand-mère lorsqu'elle étaient enfants. Le nouveau gérant de la Villa Palmetto, Leslie, prend leur réservation pour le 1er juin, ignorant le précédent.
Le week-end de noces, les deux parties arrivent et découvrent la double réservation. Puisque l'île est trop étroite pour accueillir deux mariages, Margot déclare le lieu pour Neve et Dixon, or, ils acceptent de partager l'île en alternant événements en intérieur et en extérieur. Neve révèle sa grossesse à Margot, mais lui demande de la garder secrète pour éviter de contrarier leur mère Flora.
Aux dîners de répétition, la réception en plein air de Jenni est gardée à l'intérieur en raison d'une pluie torrentielle. Jim séduit les frères et sœurs de Margot, frustrant celle-ci, ayant un rapport tendu avec eux. Jenni et lui chantent Islands in the Stream, importunant Margot avec la connotation sexuelle de la chanson.
Après cela, Margot trinque ; lorsque Jim essaie de lui prendre le micro, elle heurte accidentellement le visage de Jenni. Au matin, Jim surprend Margot critiquant l'apparence de Jenni ainsi que sa proximité avec son père au sein de sa famille, celle-ci défendant Jim.
Par vengeance, Jim prolonge volontairement la cérémonie de Jenni et Oliver afin que Neve et Dixon ne puisse pas se marier au coucher du soleil, puis engage un bateau pour passer devant le quai où leur cérémonie a lieu dans le but d'éclabousser la cérémonie de mariage. Le bateau à moteur croit à tort que Jim l'a encouragée à faire un deuxième passage. Cette fois-ci, le quai s'effondre, faisant chuter la majorité de la famille dans l'eau.
Jim et Margot se retrouvent au soir, où ils ont une conversation sincère. Tous deux se livrent sur leurs problèmes personnels. Margot s'excuse, seulement pour qu'il admette avec culpabilité ses plans de vengeance. Margot, en colère, engage ses frères et sœurs afin qu'ils ruinent la réception de Jenni et Oliver en détruisant leur gâteau de mariage. Tandis qu'ils parlaient, ils ont aperçu un individu semblant être Oliver embrassant une demoiselle d'honneur. Margot le raconte à Jim, qui est dubitatif.
Jim découvre par Oliver que lui et Jenni envisagent de déménager d'Atlanta à Memphis, et le lui avaient caché. Ainsi, il révèle à Jenni qu'il a vu Oliver embrasser une demoiselle d'honneur. La mariée, furieuse, se met à embrasser n'importe qui au hasard, conduisant Oliver à faire la même chose.
Au milieu du chaos, il est révélé que Margot avait en fait vu l'un des garçons d'honneur d'Oliver. Jenni quitte l'île et Jim avec colère, tandis que Neve et Dixon achèvent leur cérémonie interrompue. Lors de la réception, Margot se dispute avec sa mère concernant son indisponibilité émotionnelle, exposant les secrets de ses frères et sœurs au passage, tandis que sa famille la critique pour être distante.
Lorsque Margot regagne sa chambre, Jim l'attend avec un alligator, qui la mord avant de le jeter par la fenêtre. Dixon soigne Margot et celle-ci se réconcilie avec sa famille ainsi qu'avec Jim.
Lorsque Jim découvre via les réseaux sociaux que Jenni et Oliver ont annulé leur mariage, il se fait raccompagner par Margot à Atlanta afin de la convaincre de poursuivre le mariage. Jenni et lui ont une bonne discussion, se promettant de ne plus jamais se mentir. Oliver et elle décident de ne pas se remarier, mais prévoient toujours de déménager à Memphis ensemble en couple.
Après cela, Jenni dit à Margot que Jim est intéressé par elle. Les deux font des projets pour se revoir, ce qui est tout à fait faisable vu qu'il est le PDG de Delta Air Lines, et s'embrassent avant que Margot ne reparte chez elle.
A Thanksgiving, la famille de Margot, y compris Jim, Jenni et Oliver, lui rendent visite à Los Angeles et prennent une photo de famille ensemble. Jim demande Margot en mariage, qui suggère de s'enfuir afin d'éviter un autre fiasco de mariage.

## Fiche technique
Sauf indication contraire, les informations mentionnées dans cette section peuvent être confirmées par la base de données cinématographiques IMDb,  présente dans la section « Liens externes ».
- Titre original : You're Cordially Invited
- Réalisation et scénario : Nicholas Stoller
- Musique : Michael Andrews
- Sociétés de production : Gloria Sanchez Productions, Hello Sunshine et Stoller Global Solutions
- Société de distribution : Amazon MGM Studios
- Pays de production :  États-Unis
- Langue originale : anglais
- Genre : comédie romantique
- Durée : 109 minutes
- Date de sortie : 
  - Monde : 30 janvier 2025 (Prime Video)

## Distribution
- Will Ferrell (VF : Maurice Decoster) : Jim
- Reese Witherspoon (VF : Laura Blanc) : Margot
- Geraldine Viswanathan (VF : Rebecca Benhamour) : Jenni
- Meredith Hagner (en) (VF : Dorothée Pousséo) : Neve
- Stony Blyden : Oliver
- Leanne Morgan (en) (VF : Déborah Perret) : Gwyneth
- Rory Scovel (VF : Jérémy Bardeau) : Colton
- Keyla Monterroso Mejia (en) (VF : Joséphine Ropion) : Heather
- Ramona Young : Kelly
- Jack McBrayer (VF : Tanguy Goasdoué) : Leslie
- Fortune Feimster : Capitaine Barry
- Celia Weston (VF : Anne Plumet) : Flora
- Bobby Moynihan : lui-même
- Wyatt Russell : Danseur Masqué hôte
- Jimmy Tatro (VF : Arthur Khong) : Dixon
- Vinny Thomas (en) (VF : Fred Colas) : Davey
- Peyton Manning : lui-même
- Lauren Holt (en)  : Abigail
- Wesley Mann : Pasteur Jerry
- Nick Jonas : Pasteur Luther

 Source et légende : version française (VF) sur RS Doublage

## Production
Nicholas Stoller a écrit, réalisé et produit le film, tandis que Will Ferrell et Reese Witherspoon ont joué et été producteurs aux côtés de Jessica Elbaum, Conor Welch et Lauren Neustadter. Les producteurs exécutifs sont Ashley Strumwasser et Alex Brown. Les sociétés de production sont Stoller Global Solutions, Gloria Sanchez Productions et Hello Sunshine. Le projet a été lancé aux studios Amazon en juillet 2022,.
Ferrell et Witherspoon se sont révélés attachés au projet en juin 2022. Le tournage commence à Atlanta en mai 2023,.

## Accueil

### Sortie
Vous êtes cordialement invités est sorti sur Amazon Prime Video le 30 janvier 2025.

### Accueil critique
Sur le site Web agrégateur de critiques Rotten Tomatoes, 45% des 95 critiques sont positives, avec une note moyenne de 5.3/10. Le consensus du site Web indique : "Tandis que Will Ferrell et Reese Witherspoon jouent bien ensemble en tant qu'adversaires acerbes, des décors lassants et une intrigue secondaire romantique mal jugée font de cette invitation une invitation que vous pouvez classer sous la rubrique « peut-être ». Metacritic, employant une moyenne pondérée, attribua au film un score de 51 sur 100, sur la base d'une trentaine de critiques, indiquant des critiques "mitigées et médiocres".
Matt Zoller Seitz de RogerEbert.com donna deux étoiles et demi sur quatre au film et rédigea : « Will Ferrell et Reese Witherspoon sont tous les deux dans le milieu depuis assez longtemps pour être devenus l'équivalent d'une nourriture réconfortante pour les stars de cinéma. À ce stade de leur carrière respective, vous savez à quoi vous attendre, surtout si le projet est une comédie, et si vous l'aimez, cela vous remplira pendant quelques heures. Vous êtes cordialement invités est pour la plupart des restes de comédie réchauffés, mais il y a suffisamment de chaleur, de sentimentalité et de fous rires pour faire perdre votre temps. »